# Anca Todoni
Anca Alexia Todoni, née le 10 octobre 2004 à Timișoara, est une joueuse de tennis roumaine, professionnelle depuis 2022.

## Carrière
Anca Todoni a remporté dix tournois sur le circuit ITF Junior dont six en simple. Passée professionnelle fin 2022, elle dispute deux finales à Antalya et en remporte une. Elle poursuit sa progression sur le circuit secondaire en 2023 avec quatre nouveaux titres, et deux quarts de finale sur les WTA 125 de Bucarest et Florianopolis.
Elle débute sur le circuit WTA en février 2024 au tournoi de Cluj. Elle passe ensuite un tour à Bogota en battant l'Italienne Lucrezia Stefanini.
Le 9 juin 2024, elle remporte son 1er titre WTA 125 à Bari en battant en finale la Hongroise Panna Udvardy. Début juillet, elle se qualifie pour le tournoi de Wimbledon où elle perd au second tour face à Coco Gauff.

## Palmarès

### Titres en simple en WTA 125
| No | Date       | Nom et lieu du tournoi           | Catégorie | Dotation  | Surface      | Finaliste        | Score          |          |
| -- | ---------- | -------------------------------- | --------- | --------- | ------------ | ---------------- | -------------- | -------- |
| 1  | 03-06-2024 | Open delle Puglie, Bari          | WTA 125   | 115 000 $ | Terre (ext.) | Panna Udvardy    | 6-4, 6-0       | Parcours |
| 2  | 28-10-2024 | Bolivia Open, Santa Cruz         | WTA 125   | 115 000 $ | Terre (ext.) | Emiliana Arango  | 7-65, 6-0      | Parcours |
| 3  | 17-03-2025 | Megasaray Hotels Open 1, Antalya | WTA 125   | 115 000 $ | Terre (ext.) | L. Romero Gormaz | 6-3, 6-2       | Parcours |
| 4  | 02-06-2025 | Open delle Puglie, Bari          | WTA 125   | 115 000 $ | Terre (ext.) | Anna Bondár      | 64-7, 6-4, 6-4 | Parcours |

## Parcours en Grand Chelem

### En simple dames
| Année | Open d'Australie | Open d'Australie | Internationaux de France | Internationaux de France | Wimbledon       | Wimbledon      | US Open | US Open      |
| ----- | ---------------- | ---------------- | ------------------------ | ------------------------ | --------------- | -------------- | ------- | ------------ |
| 2024  | —                | —                | Q1                       | Olga Danilović           | 2e tour (1/32)  | Coco Gauff     | Q1      | Nao Hibino   |
| 2025  | 1er tour (1/64)  | Zheng Qinwen     | 1er tour (1/64)          | Jessica Pegula           | 1er tour (1/64) | Cristina Bucșa | Q1      | Harriet Dart |

N.B. : à droite du résultat se trouve le nom de l'ultime adversaire.

## Classements WTA en fin de saison
| Année          | 2022 | 2023 | 2024 |
| Rang en simple | 893  | 250  | 113  |
| Rang en double | 1370 | 618  | 295  |

Source : (en) Classements de Anca Todoni sur le site officiel de la Fédération internationale de tennis